# Yuriria
Yuriria es una localidad mexicana, cabecera del municipio homónimo, situada en el sur del estado de Guanajuato. En 2012 Yuriria fue incluida en el programa turístico Pueblos Mágicos.

## Geografía

### Localización
La ciudad de Yuriria se localiza en oeste del municipio homónimo, en la orilla del lago de Yuriria. Se encuentra a una altura media de 1745 m s. n. m.

### Clima
El clima predominante en la ciudad de Yuriria es el semicálido subhúmedo con lluvias en verano. Tiene una temperatura media anual de 19.7 °C y una precipitación media anual de 632.7 mm.
| Parámetros climáticos promedio de Santa María, Yuriria | Parámetros climáticos promedio de Santa María, Yuriria | Parámetros climáticos promedio de Santa María, Yuriria | Parámetros climáticos promedio de Santa María, Yuriria | Parámetros climáticos promedio de Santa María, Yuriria | Parámetros climáticos promedio de Santa María, Yuriria | Parámetros climáticos promedio de Santa María, Yuriria | Parámetros climáticos promedio de Santa María, Yuriria | Parámetros climáticos promedio de Santa María, Yuriria | Parámetros climáticos promedio de Santa María, Yuriria | Parámetros climáticos promedio de Santa María, Yuriria | Parámetros climáticos promedio de Santa María, Yuriria | Parámetros climáticos promedio de Santa María, Yuriria | Parámetros climáticos promedio de Santa María, Yuriria |
| Mes                                                    | Ene.                                                   | Feb.                                                   | Mar.                                                   | Abr.                                                   | May.                                                   | Jun.                                                   | Jul.                                                   | Ago.                                                   | Sep.                                                   | Oct.                                                   | Nov.                                                   | Dic.                                                   | Anual                                                  |
| ------------------------------------------------------ | ------------------------------------------------------ | ------------------------------------------------------ | ------------------------------------------------------ | ------------------------------------------------------ | ------------------------------------------------------ | ------------------------------------------------------ | ------------------------------------------------------ | ------------------------------------------------------ | ------------------------------------------------------ | ------------------------------------------------------ | ------------------------------------------------------ | ------------------------------------------------------ | ------------------------------------------------------ |
| Temp. máx. abs. (°C)                                   | 30.0                                                   | 33.0                                                   | 34.0                                                   | 37.0                                                   | 38.5                                                   | 36.0                                                   | 33.0                                                   | 33.0                                                   | 33.0                                                   | 32.0                                                   | 32.0                                                   | 30.0                                                   | 38.5                                                   |
| Temp. máx. media (°C)                                  | 24.2                                                   | 26.4                                                   | 28.8                                                   | 31.3                                                   | 32.0                                                   | 30.0                                                   | 27.7                                                   | 28.2                                                   | 27.3                                                   | 26.3                                                   | 26.0                                                   | 24.7                                                   | 27.7                                                   |
| Temp. media (°C)                                       | 15.3                                                   | 17.0                                                   | 19.5                                                   | 22.2                                                   | 23.5                                                   | 22.7                                                   | 21.1                                                   | 21.4                                                   | 20.8                                                   | 19.0                                                   | 17.7                                                   | 16.0                                                   | 19.7                                                   |
| Temp. mín. media (°C)                                  | 6.4                                                    | 7.5                                                    | 10.1                                                   | 13.2                                                   | 15.0                                                   | 15.5                                                   | 14.5                                                   | 14.6                                                   | 14.3                                                   | 11.7                                                   | 9.5                                                    | 7.3                                                    | 11.6                                                   |
| Temp. mín. abs. (°C)                                   | 0.0                                                    | -5.0                                                   | 3.0                                                    | 3.0                                                    | 8.0                                                    | 7.0                                                    | 6.5                                                    | 8.0                                                    | 7.0                                                    | 2.0                                                    | 0.0                                                    | 0.0                                                    | -5.0                                                   |
| Precipitación total (mm)                               | 15.3                                                   | 3.3                                                    | 3.6                                                    | 13.9                                                   | 30.7                                                   | 138.6                                                  | 126.9                                                  | 96.9                                                   | 117.2                                                  | 68.9                                                   | 12.3                                                   | 5.1                                                    | 632.7                                                  |
| Días de precipitaciones (≥ 1 mm)                       | 1.8                                                    | 0.8                                                    | 0.5                                                    | 1.8                                                    | 4.6                                                    | 12.5                                                   | 13.5                                                   | 12.9                                                   | 10.7                                                   | 5.8                                                    | 1.8                                                    | 1.5                                                    | 68.2                                                   |
| Fuente: Servicio Meteorológico Nacional                |                                                        |                                                        |                                                        |                                                        |                                                        |                                                        |                                                        |                                                        |                                                        |                                                        |                                                        |                                                        |                                                        |

## Demografía
De acuerdo con el Censo de Población y Vivienda realizado en marzo de 2020 por el Instituto Nacional de Estadística y Geografía (INEGI), en la ciudad de Yuriria había un total de 25 845 habitantes, 13 471 mujeres y 12 374 hombres.

### Evolución demográfica
| Gráfica de evolución demográfica de Yuriria entre 1900 y 2020 |
|                                                               |
| Fuente: Instituto Nacional de Estadística y Geografía         |